# Archonta
Los arcontos (Archonta) son un grupo polifilético de mamíferos considerado un superorden en algunas clasificaciones.
Archonta constaba de los siguientes órdenes:
- Primates
- Plesiadapiformes (extinto)
- Scandentia (tupayas)
- Dermoptera (colugos)
- Chiroptera (murciélagos)

El análisis genético ha sugerido que los murciélagos no están tan estrechamente relacionados con los otros grupos como previamente se creía. Se ha propuesto, la categoría Euarchonta, que excluye a los murciélagos. Los murciélagos han sido situados en Laurasiatheria y en el clado Scrotifera como hermanos de las fieras y eungulados, mientras que los parientes más cercanos a los primates, colugos y tupayas son los glires (roedores y conejos) formando el superorden Euarchontoglires.
- Datos: Q954525